# Simpang III Jongar
Simpang III Jongar is een bestuurslaag in het regentschap Aceh Tenggara van de provincie Atjeh, Indonesië. Simpang III Jongar telt 284 inwoners (volkstelling 2010).